# Direitos LGBT no Líbano
As pessoas LGBTI no Líbano enfrentam certos desafios legais e sociais, no que diz respeito a igualdade de gênero. A diversidade sexual é permitida de facto depois da interpretação de várias resoluções judiciais. Líbano é considerado como um dos países árabes mais tolerantes. A aceitação das pessoas LGBTI está aumentando nos últimos anos, especialmente desde que a Sociedade Libanesa de Psiquiatria e a Associação de Psicologia do Líbano desclassificaram as orientações não-heterossexuais como doenças, sendo o primeiro país árabe no fazer-o.

## Aspectos legais
Líbano fez parte do Império Otomano até sua partição depois da I Guerra Mundial. Existem numerosos testemunhos homoeróticos de todo este período que indicam que, ainda que reprovada pelas autoridades religiosas, a homossexualidade era uma prática comum entre as elites políticas no âmbito privado. Em 1858, durante as reformas do Tanzimat, aprovou-se o primeiro Código Penal, descriminalizando a homossexualidade em todo o território otomano.
Depois da dissolução do Império Otomano e o Mandato Francês da Síria, Líbano conseguiu sua independência em 1943, aprovando um novo Código Penal cujo artigo 534 condena com até um ano de prisão as relações sexuais antinaturais.
Desde 2009 sucederam-se diversas sentenças judiciais interpretando que a homossexualidade e a transexualidade não podem ser condenadas pelo artigo 534 do Código Penal devido a que também são condutas naturais. No entanto, ainda não houve passos legislativos para alterar o Código Penal neste aspeto, pelo que a polícia ainda persegue e acossa a pessoas LGBTI fazendo uso do mesmo.
Em janeiro de 2016 a Corte de Apelações de Beirute sentou jurisprudência ao reconhecer o direito de um homem transexual a mudar sua documentação, garantindo-lhe também o direito ao tratamento médico e à devida privacidade.

## Condições sociais

Bandeira LGBTI sobre o mapa do Líbano

Líbano é considerado um dos países mais liberais do Médio Oriente, ainda que a maioria dos homossexuais mantêm sua orientação oculta por medo a represálias sociais. Ainda assim converteu-se num refúgio para pessoas LGBTI provindas de países vizinhos, cuja situação é muito menos favorável. No entanto, a precária situação na que estas pessoas abandonam seus países provoca que muitas terminem dedicadas à prostituição.
Líbano foi o primeiro país árabe em ter uma publicação periódica com temática LGBT. Com o título de Barra (em árabe برّا, Fora), lançaram seu primeiro número em março de 2005. A esta lhe seguiu em 2008 Bekhsoos (بخصوص, Acerca de), a primeira revista lésbica do mundo árabe.
Em julho de 2013, a Sociedade Libanesa de Psiquiatria e a Associação de Psicologia do Líbano publicaram um comunicado conjunto afirmando que a homossexualidade não é uma doença mental e não precisa ser tratada.
Em 2015, a organização Proud Lebanon organizou pela primeira vez em Beirute atividades como comemoração do Dia Internacional contra a Homofobia. Em maio de 2017, diversas associações convocaram o primeiro Orgulho LGBT de todo o mundo árabe.

### Associações
Em 2002 fundou-se Hurriyyat Khassa (جمعية حريات خاصة, Liberdades Privadas), a primeira associação em lutar pelos direitos LGBT em Líbano com o objectivo de derrogar o artigo 534 do Código Penal e fazer legais as relações sexuais consentidas entre adultos.
Em 2004 criou-se Helem (حلم, Sonho) com o fim de promover o conhecimento da diversidade sexual e os direitos LGBT, bem como lutar contra o VIH.
A associação Meem (م, M) estabeleceu-se em 2007 como uma associação de mulheres lesbianas, bisexuais e transgénero. Oferece apoio psicológico e legal, além de organizar eventos com o fim de criar espaços seguros para mulheres no Líbano.
Em 2013 iniciou suas atividades Proud Lebanon, em busca de proteção, empoderamento e igualdade dos grupos marginalizados.

## Obras

### Literatura
- Bareed Mista3jil (2009), da organização feminista Nasawiya (المجموعة النسوية), é o primeiro livro libanês sobre a comunidade LGBTI, que recolhe mais de 40 histórias de lesbianas e transexuais libanesas.[32]

### Cinema
- Caramelo (2007), filme de Nadine Labaki.
- The Beirut Apt (2007), documentário de Daniele Salaris.

## Tabela Sumária
| Homossexualidade descriminalizada                  | (de 1858 a 1936 como parte do Império Otomano; e desde 2009) |
| Idade de consentimento igual                       | (18 anos)                                                    |
| Leis antidiscriminatórias no trabalho/emprego      | No                                                           |
| Leis antidiscriminatórias em todas as outras áreas | No                                                           |
| Aprovação formal para reatribuição de sexo         | Yes                                                          |
| Direito a modificar documentação legal de género   | Yes                                                          |